# Pygobunus formosanus
Pygobunus formosanus is een hooiwagen uit de familie Sclerosomatidae.